# Cuthona punicea
Cuthona punicea är en snäckart som beskrevs av Sandra V. Millen 1986. Cuthona punicea ingår i släktet Cuthona och familjen Tergipedidae. Inga underarter finns listade i Catalogue of Life.